# Nahara Rigoul
Nahara Rigoul – gaun wikas samiti we wschodniej części Nepalu w strefie Sagarmatha w dystrykcie Siraha. Według nepalskiego spisu powszechnego z 2001 roku liczył on 754 gospodarstw domowych i 4931 mieszkańców (2403 kobiet i 2528 mężczyzn).